# Sphaenothecus picticornis
Sphaenothecus picticornis är en skalbaggsart som beskrevs av Bates 1880. Sphaenothecus picticornis ingår i släktet Sphaenothecus och familjen långhorningar.
Artens utbredningsområde är Honduras. Inga underarter finns listade i Catalogue of Life.